# هزاع (اسم)
هزاع هو اسم علم مذكر من أصل عربي، ومعناه هو المسرع، المكسر، والهزاع الأسد يكثر من كسر عظام فرائسه.

## شخصيات تحمل الاسم
- هزاع البراري (5 أبريل 1971 – )
- هزاع البلوشي
- هزاع الصفراء
- هزاع المجالي (عضو مجلس الأعيان الأردني، 1919 – 29 أغسطس 1960)
- هزاع الهزاع (لاعب كرة قدم سعودي، 15 ديسمبر 1991 – )
- هزاع بن زايد آل نهيان (1965 – )
- هزاع بن سلطان آل نهيان (1905 – 1958)
- هزاع بن سلطان بن زايد بن سلطان آل نهيان
- هزاع سالم (لاعب كرة قدم إماراتي، 1989 – )
- هزاع سعد مطهر المسوري (سياسي يمني، 1973 – )

## وصلات خارجية
- موسوعة السلطان قابوس لأسماء العرب